# Miopsxenus schubarti
Miopsxenus schubarti är en mångfotingart som beskrevs av Jacquemin och Bruno Condé 1964. Miopsxenus schubarti ingår i släktet Miopsxenus och familjen penseldubbelfotingar. Inga underarter finns listade i Catalogue of Life.